# Ernst Kretschmer
Ernst Kretschmer, född 8 oktober 1888 i Wüstenrot nära Heilbronn, död 8 februari 1964 i Tübingen, var en tysk psykiater, medicine doktor, filosofie hedersdoktor och professor. Han ägnade sig åt forskning kring samband mellan mänsklig kroppskonstitution och psykiska egenskaper. Han etablerade en typologisk teori som kallas Kretschmers konstitutionslära. Många av hans verk är översatta till svenska.

## Biografi
Ernst Kretschmer blev 1926 professor vid nervkliniken i Marburg, från 1946 var han professor i Tübingen. Han författade bland annat Medizinische Psychologie (1922, 4:e upplagan 1930) och Über Hysterie (1923, 2:a upplagan 1927). I Körperbau und Charakter (1921, svensk översättning 1926) framhöll han de nära sambanden mellan yttre kroppsliga former och själsliga företeelser.
Kretschmer ansåg att det fanns samband mellan pyknisk kroppsbyggnad och en cyklotym utåtriktad läggning, mellan atletisk kroppsbyggnad och en viskös sävlig läggning samt mellan leptosom kroppstyp och en schizotym inåtvänd läggning.  
I kriminalteknikern Harry Södermans bok "Handbok i kriminalteknik" (1930), ägnas ett stort avsnitt åt Kretschmer typologi. Kretschmers typologi är kritiserad och saknar numera klinisk betydelse. 

## Galleri

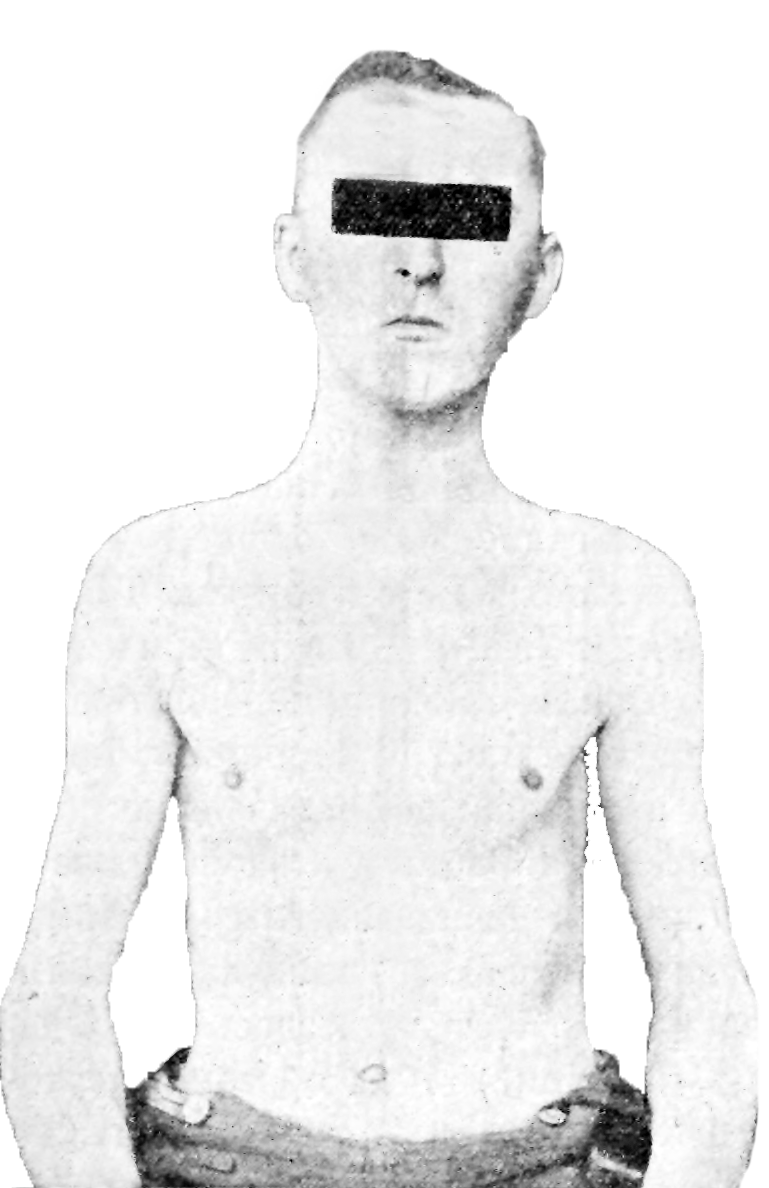
Asteniker.
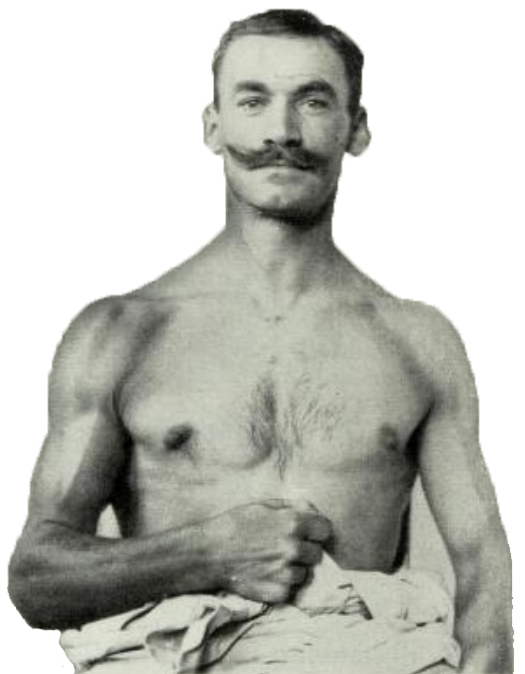
Atlet.
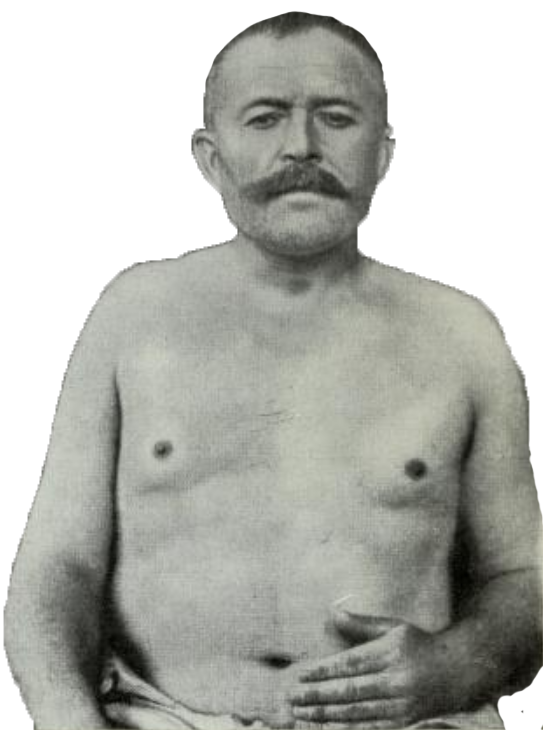
Pykniker.